# Gohl (Fluss)
Die Gohl ist ein rund 11 Kilometer langer rechter Zufluss der Ilfis im oberen Emmental im Schweizer Kanton Bern. Er durchfliesst den Gohlgrabe und entwässert dabei ein rund 26 Quadratkilometer grosses Gebiet.

## Geographie

### Verlauf
Die Gohl entspringt auf 1269 m ü. M. unterhalb der 1332 m ü. M. hohen Geissgratflue. Anfangs fliesst der Bach in südwestliche Richtung durch den tief eingeschnittenen und dicht bewaldeten Chaltegrabe, in welchem er mehrere Quellbäche aufnimmt. Nach kurzem Bachlauf erreicht er den Gohlgrabe und ändert seinen Kurs Richtung Nordwesten. Beim Hof Unterlohngrat wendet er sich wieder gegen Südwesten und wird erstmals von Bergweiden gesäumt, welche abwechselnd mit Waldsaum und kleinen Wäldchen das Ufer prägen. Auf diesem Abschnitt fliessen ihr unzählige Bäche zu, welche teilweise tief eingeschnittene Gräben bilden. 
Der Bach nimmt nun beim Hof Gmünden die kurze aber wasserreiche Mümpach auf, ehe er sich bei Mettlen nach Südosten wendet. Er passiert den Weiler Gohl, nimmt den Witebach von links auf und wendet sich wieder gegen Südwesten. Wenig später erreicht er Bärau, wo er ins obere Emmental eintritt. Hier mündet er auf 690 m ü. M. von rechts in die Ilfis.

### Einzugsgebiet
Das Einzugsgebiet der Gohl misst 25,8 Quadratkilometer, wovon 52,2 % landwirtschaftliche Fläche, 43,6 % bestockte Fläche, 3,7 % bebaute Fläche, 0,5 % Gewässer sowie 0,1 % unproduktive Fläche sind. Der höchste Punkt wird mit 1354 m ü. M. bei Ober Hohmatt erreicht, die durchschnittliche Höhe beträgt 945 m ü. M.